# 3 Mecky’s
3 Mecky’s, auch Die 3 Mecky’s, Die Meckys sowie Ernst Geiger und seine Solisten war eine österreichische Schlager-, Kabarett- und Wienerlied-Gruppe aus den 1960ern.

## Bandgeschichte
3 Mecky’s wurde 1962 von Ernst Geiger, der häufig als Bandleader auftrat und bereits mit seiner Band Die 3 Spitzbuben erfolgreich war, und den Musikern Bert Ull und Friedl Szálat gegründet. Ihr größter Hit war das Lied Geh’ Alte schau’ mi net so teppert an, das am 15. Jänner 1969 Platz 17 der österreichischen Charts erreichte. Das von Bert Ull und Friedl Szálat geschriebene Lied wurde in der Folge von verschiedenen Gruppen und Solokünstlern gecovert, so unter anderem von Ernst Neger, dem Duo Feneberg-Moser, Die Moosacher, die Kern Buam, James Last, Peter Steiner und Tony Marshall.

## Diskografie
Alben
- 1973: A Hetz mit den 3 Mecky’s (Ariola Records)
- unbekanntes Jahr: Geh’ Alte schau’ mi net so teppert an (WM Produktion)

Singles
- 1969: Hagenbrunner-Lied/Geh’ Alte schau’ mi net so teppert an
- 1969: Räuber-Ballade/Hängt's die Tür'n und Fenster aus
- 1970: A Indianer l’kennt keinen Schmerz/Herrgott ich danke dir
- 1970: Ma was erst was ma g’habt hat/Alte, lass mi wie i bin
- 1971: Josefine Mutzenbacher/Das Götz-Zitat
- 1971: Ja, mir san mit’m Radl da/Eifersucht ist eine Leidenschaft
- 1972: Wannst auf’s Hamgeh’ vergisst/I g’rat mein Vatern nach
- 1973: Rucki Zucki/I sag da ans, Geld hab i kan’s
- 1973: Amoil hat jeder an Stich in der Hand/Der Drahrerkönig
- 1973: Drei Tage war der Vater krank/Mei Freundin ist aus Plastik
- 1977: Banküberfall/Mir san mir und heut’ ist heut’